# دهمن
دهمن (به انگلیسی: Dumman) یک روستا در پاکستان است که در ناحیه چکوال واقع شده‌است.